# Laônico Calcondilas
Laônico Calcondilas (em latim: Laonicus Chalcondyles; Atenas, 1423 – 1490) foi um historiador bizantino durante o Renascimento, que escreveu uma obra em dez volumes descrevendo a história dos Bálcãs de 1298 a 1463. Apesar de Teodoro Espandunes dizer que Laônico era presente na Batalha de Varna, William Miller crê que seja evidente que testemunhou a derrubada da Muralha de Hexamilião.